# Caso Abu Omar

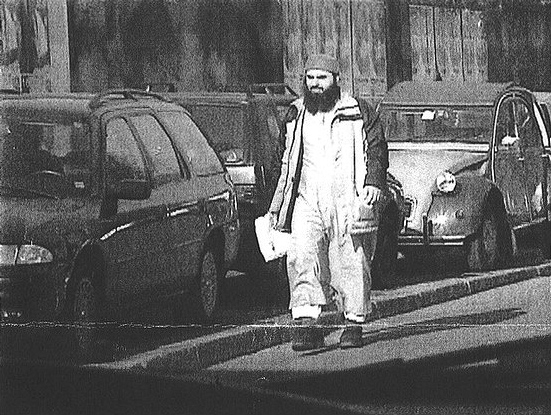
Immagine scattata dalla CIA durante la sorveglianza di Abu Omar rinvenuta nel corso delle indagini della procura di Milano.

Il caso Abu Omar nacque dal sequestro di Hassan Mustafa Osama Nasr, imam di Milano, successivamente trasferito in Egitto, suo paese di origine, dove fu imprigionato e torturato nel 2003. La vicenda è considerata dalla stampa internazionale come uno dei più noti e meglio documentati casi di azione illegale eseguiti dalla Central Intelligence Agency (CIA) nel contesto della guerra globale al terrorismo. Ventitré agenti della CIA e due agenti italiani sono stati infatti condannati per il rapimento. A seguito della vicenda, l'imam ha ricevuto un ingente risarcimento con sentenza pronunciata in Italia, dove tuttavia non può tornare perché accusato di terrorismo internazionale con mandato di cattura pendente.

## La vicenda
Nato in Egitto il 18 marzo 1963 e residente in Italia da diversi anni, Abu Omar fu rapito il 17 febbraio 2003 a Milano da agenti della CIA e, secondo alcune ricostruzioni, del SISMI. Secondo quanto ricostruito dagli inquirenti e dichiarato dallo stesso Nasr, l'imam fu rapito a Milano mentre si recava alla moschea e fu trasportato alla base aerea di Aviano per poi essere trasferito in Egitto, dove fu recluso, interrogato e sottoposto a torture e sevizie. L'operazione della CIA interruppe le indagini che, all'epoca, la procura di Milano stava conducendo in merito alla partecipazione di Nasr ad organizzazioni fondamentaliste islamiche.
Omar fu liberato una prima volta dopo circa un anno, ma fu nuovamente arrestato perché, chiamando la famiglia in Italia e raccontando le torture subite, avrebbe violato un patto di riservatezza accettato in cambio del rilascio. Fu liberato una seconda volta nel febbraio 2007, ma le autorità egiziane gli avrebbero comunque vietato l'espatrio.
Abu Omar ha denunciato le violenze subite ed espresso la volontà di tornare in Italia, dove però lo attenderebbe un'ordinanza di arresto in ragione delle attività di terrorismo per cui era sottoposto ad indagini. Nasr ha dichiarato di avere fiducia nella giustizia italiana e di voler perseguire i torti subiti e far valere i suoi diritti nei tribunali italiani. Nasr, secondo le sue dichiarazioni, avrebbe inoltre rifiutato un accordo con la CIA che, in cambio del silenzio sulla vicenda, gli avrebbe garantito 2 milioni di dollari e la cittadinanza per lui e la sua famiglia.

## Coinvolgimento dei servizi segreti
Sebbene il governo italiano abbia negato di aver ricoperto alcun ruolo nel sequestro, le indagini condotte dai procuratori aggiunti Armando Spataro e Ferdinando Enrico Pomarici hanno condotto al rinvio a giudizio di 26 agenti della CIA, tra cui il capocentro di Roma e referente per l'Italia della CIA fino al 2003 Jeffrey W. Castelli, nonché il capocentro di Milano Robert "Bob" Seldon Lady; quanto ai servizi segreti italiani, le indagini hanno portato al giudizio del generale Nicolò Pollari, vertice del SISMI, del suo secondo Gustavo Pignero, morto l'11 settembre 2006, di Marco Mancini e dei capicentro Raffaele Di Troia, Luciano Di Gregori e Giuseppe Ciorra.
Su richiesta degli inquirenti è stata trasmessa una richiesta di estradizione per i cittadini americani al Ministero della giustizia, allora presieduto da Roberto Castelli, affinché la trasmettesse agli Stati Uniti. Il ministro Castelli si è sempre rifiutato d'inoltrare la richiesta di estradizione entrando in conflitto con la procura di Milano. Al termine della legislatura nel 2006 Castelli fece sapere che non aveva trasmesso gli atti. Nonostante la vittoria del centro sinistra alle elezioni politiche, del quale alcuni esponenti avevano sostenuto l'opportunità di trasmettere gli atti, il nuovo governo ha presentato un ricorso alla Corte costituzionale per un conflitto tra poteri dello Stato lamentando la violazione del segreto di stato da parte degli inquirenti nel corso delle indagini. La decisione dell'allora ministro Clemente Mastella di attendere la risoluzione della questione pendente prima di decidere se presentare le richieste di estradizione ha provocato accese polemiche tra il governo e la procura di Milano.
Alcuni dei protagonisti di questo caso sono inoltre coinvolti anche nello scandalo dell'archivio segreto di via Nazionale e nello scandalo Telecom-Sismi (tra essi, l'ex funzionario del Sismi Pio Pompa).
In relazione al caso Abu Omar, Renato Farina (ex giornalista del quotidiano Libero, poi deputato del PdL nella XVI legislatura) ha riconosciuto le accuse di favoreggiamento mosse a suo carico e ha patteggiato la pena ottenendo una condanna a sei mesi di reclusione (poi commutata in sanzione pecuniaria). Ma proprio Renato Farina scriveva così su Libero il 2 luglio 2005: "Gaetano Saya e il D.S.S.A. (Dipartimento studi strategici antiterrorismo) hanno fatto parte del gruppo operativo della C.I.A. che ha sequestrato Abu Omar". Il giorno prima era scattato il blitz della procura di Genova nei confronti degli appartenenti a questa misteriosa struttura, definita "polizia parallela": il Capo del D.S.S.A, Gaetano Saya, in sede di interrogatorio davanti ai Giudici di Genova opponeva il segreto NATO. Durante gli interrogatori, Farina ha ammesso di essere stato pagato ripetutamente dal SISMI per le sue attività e di aver ricevuto pressioni da Pollari e Pompa per reperire informazioni sulle indagini in corso sul sequestro di Abu Omar.
Sull'operazione Abu Omar, il governo Prodi prima, i governi Berlusconi e Monti poi, hanno mantenuto il segreto di stato.
Nel dicembre 2010 WikiLeaks ha però pubblicato dei cablogrammi inviati dalla sede romana dell'ambasciata Usa al quartier generale (headquarters) di Washington che rivelerebbero pressioni degli Stati Uniti sul governo italiano per evitare il coinvolgimento degli agenti della CIA nell'inchiesta italiana sul sequestro di Abu Omar. Ad oggi, proprio dopo la pubblicazione dei cablogrammi di WikiLeaks, si nutrono seri dubbi sul fatto che fosse Luciano Pironi, maresciallo dei carabinieri (al ROS) a fermare Abu Omar con la scusa di un controllo di polizia. È certamente stato il mai compiutamente identificato agente dal nome in codice "Ombra" a fermare Abu Omar senza destare nessun sospetto.

## Processo penale
Durante l'udienza del 22 ottobre 2008, presso la IV sezione penale del tribunale di Milano, il giudice Oscar Magi ha sospeso l'esame di Giuseppe Scandone, ex funzionario del SISMI, che aveva opposto il segreto di Stato. Ordinanza e trascrizione dell'interrogatorio del teste verranno trasmessi al presidente del Consiglio affinché confermi il segreto di Stato opposto dal teste e chiarisca, in particolare, se le direttive e gli ordini impartiti da Pollari, quando era direttore del SISMI, siano coperti anch'essi da segreto di Stato soprattutto se hanno riguardato l'uso di mezzi e di azioni nell'ambito delle cosiddette "azioni illegali" (extraordinary rendition), ovvero il sequestro illegale (e spesso la tortura) di un sospetto di terrorismo.
Le registrazioni audio delle udienze passate sono state pubblicate da Radio Radicale. La difesa di Robert Lady era assegnata all'avvocato Daria Pesce del Foro di Milano, la quale non concluse l'incarico a causa di apparenti pressioni politiche. Il processo prosegue con le limitazioni previste dal segreto di stato.
Nell'udienza conclusiva, il 30 settembre 2009, al termine della requisitoria, il pubblico ministero Armando Spataro ha chiesto 13 anni di reclusione per l'ex direttore del SISMI Nicolò Pollari, definito "il regista di un sistema criminale"; 10 anni per l'ex capo del controspionaggio militare italiano, Marco Mancini; la condanna anche per i 26 agenti della CIA coinvolti nel rapimento, con pene comprese tra i 10 anni e i 13 anni di reclusione. Richiesta di proscioglimento, invece, per tre funzionari minori del SISMI, Raffaele Di Troia, Luciano Di Gregori e Giuseppe Ciorra. Secondo la ricostruzione del sequestro fatta in aula dal Pubblico Ministero Spataro - che ha ricordato come ci siano "prove ineluttabili" contro quella che più volte ha chiamato "la banda Pollari-Mancini" - il SISMI diretto da Pollari non solo offrì copertura alla CIA nel rapimento dell'ex imam, avvenuto a Milano, ma collaborò, l'Agente dal nome in codice Ombra, mai identificato, secondo la Procura fu il trait d'union.
Il 4 novembre 2009 si giunge alla sentenza di primo grado, che delibera il non luogo a procedere per Mancini e Pollari, mentre condanna a 8 anni Robert Seldon Lady, a 3 anni Pio Pompa del Servizio per le Informazioni e la Sicurezza Militare (SISMI) e Luciano Seno, entrambi funzionari del SISMI e mediamente a 5 anni gli altri 22 agenti CIA. A titolo di provvisionale ad Abu Omar vanno un milione di euro, mentre alla moglie Nabile Ghali 500.000 euro. In separato giudizio civile verrà stabilito l'ammontare finale del risarcimento, che dovrà essere corrisposto dagli imputati ritenuti colpevoli. Il 1º febbraio 2010 vengono depositate le motivazioni della sentenza.
La sentenza d'appello del 15 dicembre 2010 conferma la sentenza di primo grado, riducendo leggermente le pene per i due ex-funzionari del SISMI, Pio Pompa e Luciano Seno (due anni e otto mesi di reclusione rispetto ai tre anni del primo grado), e inasprendo le pene relative ai 23 funzionari della CIA coinvolti nel processo per il sequestro dell'ex imam, pene che ora vanno dai sette ai nove anni (per Robert Seldon Lady la pena passa dagli otto anni del primo grado ai nove dell'appello).
Il 19 settembre 2012 la Corte di cassazione ha annullato con rinvio la sentenza d'appello pronunciata nei confronti degli ex vertici del SISMI Nicolò Pollari e Marco Mancini che erano stati dichiarati non processabili, per il Segreto di Stato, il 15 dicembre 2010; La Cassazione ha accolto la richiesta della pubblica accusa, secondo la quale ci sarebbero elementi di prova da valutare non coperti da Segreto di Stato; si terrà quindi un nuovo processo di secondo grado. Inoltre i supremi giudici hanno annullato la sentenza con rinvio anche nei confronti dei tre funzionari del Sismi Giuseppe Ciorra, Luciano Di Gregori, Raffaele Di Troia, confermando invece definitivamente la condanna d'appello per i 23 agenti americani della CIA e per Pio Pompa e Luciano Seno, tutti per il reato di sequestro di persona.
Il 12 febbraio 2013 la corte d'appello di Milano dopo il rinvio della Cassazione del settembre 2012 ha condannato Nicolò Pollari a 10 anni di reclusione e il suo numero due Marco Mancini a 9 anni riconoscendo quindi la tesi della Cassazione sulla portata troppo ampia e parzialmente illegittima del segreto di Stato emesso dai vari governi italiani degli ultimi anni su alcuni documenti, la Corte ha inoltre condannato a sei anni anche gli agenti Giuseppe Ciorra, Raffaele di Troia e Luciano di Gregori.
Il 14 gennaio 2014 la Corte costituzionale smentisce la Corte di cassazione e accoglie il ricorso del governo italiano sul segreto di Stato.
Il 24 febbraio 2014 la Corte di Cassazione, recependo la sentenza della Corte costituzionale, annulla senza rinvio la sentenza di condanna della corte d'appello di Milano emessa il 12 febbraio 2013, quindi assolve definitivamente Nicolò Pollari, Marco Mancini e gli agenti Giuseppe Ciorra, Raffaele di Troia e Luciano di Gregori, poiché l'azione penale non poteva essere proseguita per l'esistenza del segreto di stato.

### Provvedimenti di grazia
Nell'aprile 2013 il presidente degli Stati Uniti d'America Barack Obama ha chiesto di concedere la grazia ai 23 agenti della CIA condannati nell'ambito dell'inchiesta giudiziaria per il sequestro di Abu Omar.
Il 5 aprile 2013 il presidente della Repubblica Italiana Giorgio Napolitano ha concesso la grazia al colonnello statunitense Joseph Romano, condannato con sentenza della corte d'appello di Milano del 15 dicembre 2010, divenuta irrevocabile il 19 settembre 2012.
Il 23 dicembre 2015 il presidente della Repubblica Italiana Sergio Mattarella ha concesso il provvedimento di grazia a Robert Seldon Lady e Betnie Medero. A Robert Seldon Lady il presidente Mattarella ha ridotto di due anni la pena. L'agente della CIA era stato condannato dalla corte d'appello di Milano a nove anni di reclusione (di cui tre coperti da indulto) poiché ritenuto dai magistrati la mente del sequestro e coordinatore dei rapporti con il SISMI. La grazia a Betnie Medero ha riguardato l'intera pena ancora da espiare di tre anni di reclusione, nonché la pena accessoria dell'interdizione perpetua dai pubblici uffici. Il 28 febbraio 2017 ha inoltre concesso la grazia parziale di un anno di reclusione all'ex agente De Sousa.

### Procedure di estradizione
Nel 2017 il Portogallo aveva stabilito di estradare in Italia l'ex agente della CIA Sabrina de Sousa, condannata definitivamente a sette anni di reclusione (di cui tre condonati dall'indulto del 2006 e uno dalla grazia presidenziale) per il rapimento dell'imam, ma alla fine del mese di febbraio la procura di Milano ha revocato il mandato d'arresto europeo emesso nei suoi confronti. Estradata quindi in Italia, è messa in affidamento in prova in sostituzione al carcere dal 2017, ma a pochi mesi dalla scadenza della pena nell'anno 2020, fugge negli Stati Uniti.

## Risarcimento civile
Il risarcimento è stato fissato interamente a carico dei 23 agenti della CIA, suddiviso in 1000000 € per l'ex imam Abu Omar e 500000 € per la moglie Nabile Ghali.